# フェニルエチルレゾルシノール
フェニルエチルレゾルシノール（IUPAC名 4-(1-フェニルエチル)-1,3-ベンゼンジオール、4-(1-phenylethyl)-1,3-benzenediol）とは、化粧品の成分として用いられるレゾルシノール誘導体のひとつ。外見は白色固体結晶、CAS登録番号 は [85-27-8]。

## 特徴
常緑針葉樹であるヨーロッパアカマツに含まれるピノシルビン（ポリフェノール成分）を基に合成した新規美白成分で、チロシナーゼ酵素活性阻害試験において既存美白成分より高い効果を発揮するとされている。
ハイドロキノンより細胞毒性が低く、トコフェロール（ビタミンE）と同等の抗酸化力があり、非常にバランスの取れたアンチエイジング美白成分と言われている。メラニン生合成のキーポイントになるチロシナーゼ酵素の活性阻害率を測定する美白作用試験を実施。比較成分として、ハイドロキノン、コウジ酸、アルブチン、アスコルビン酸ナトリウム、アスコルビン酸2-グルコシドを使用。結果として、ハイドロキノンの約2100倍、アスコルビン酸・コウジ酸の約2400倍、アルブチンの約7000倍という、高いチロシナーゼ酵素活性阻害が認められている。